# Vogelasiel de Houtsnip
Vogelasiel de Houtsnip is een vogel- en egelopvangcentrum in Hoek van Holland. Het vlak bij zee gelegen centrum is gespecialiseerd in de opvang en schoonmaak van met olie besmeurde zeevogels.
In 1974 bekommerde de ornitholoog Piet Rensen zich om een eend die ziek was door botuline. Dit voorval inspireerde buurtbewoners en anderen en groeide uit tot een organisatie die sinds 1982 ondergebracht is in een stichting. Als onderkomen konden enkele verwaarloosde  barakken in gebruik worden genomen. Deze huisvesting is in de loop der jaren opgewaardeerd tot een volwaardig opvangcentrum.
In haar bestaan heeft het asiel ruim 130.000 vogels behandeld, waarvan 62% genezen en in de natuur teruggeplaatst. De rest heeft het niet gehaald. Na een grote olieramp zijn er soms honderden getroffen vogels gelijkertijd gehuisvest. Tientallen vrijwilligers zorgen dan voor het schoonmaken en de verzorging van de dieren. 